# Crotalaria larsenii
Crotalaria larsenii är en ärtväxtart som beskrevs av Chawalit Niyomdham. Crotalaria larsenii ingår i släktet sunnhampor, och familjen ärtväxter. Inga underarter finns listade i Catalogue of Life.